# ソニックアドベンチャー
『ソニックアドベンチャー』（SONIC ADVENTURE）は、1998年12月23日にドリームキャスト用ソフトとしてソニックチームの制作でセガ・エンタープライゼスより発売されたハイスピード3Dアクションゲーム。

## 概要
ソニックシリーズ初の3次元コンピュータグラフィックスアクションゲーム。ゲームシステムが3Dになったことに合わせ、キャラクターに声優によるボイスがつくようになり、設定・デザインも変更され、BGMも打ち込み中心からロック調のものに変わった。以降は3D作品（通称「モダンソニック」）がシリーズの主流となるが、従来の2Dアクションシリーズ（通称「クラシックソニック」）も並行して制作されるようになった。
1998年8月22日東京国際フォーラムにて、『ソニックアドベンチャー』の制作発表会が行われ存在が明らかになった。プロデューサーの中裕司が出演し、開発中の『ソニックアドベンチャー』のデモプレイが行われ、その他にも主題歌『Open Your Heart』が生演奏された。
シリーズ通しての主人公ソニックを含めた6人のキャラクターそれぞれにストーリーが用意されている群像劇のような構成が特徴である。キャラクターごとに能力とゲームシステムが異なり、違ったゲームを楽しんでいるかの如く何度でも楽しめる、という点を売りにしていた。このシステムはその都度形を変えつつ以降の作品にも採用されている。シナリオも従来のシリーズ作品の単純で爽快なものとは違い、緻密な世界観と設定を下敷きにしたシリアスなストーリーが描かれている。
1999年10月14日には、5か国語やネットワークランキング等に対応した『ソニックアドベンチャー インターナショナル』（SONIC ADVENTURE International）が発売された。2003年6月19日には、本作のリニューアル版である『ソニックアドベンチャーDX』（SONIC ADVENTURE DX: Director's Cut）がニンテンドー ゲームキューブで発売された。同年の2003年12月18日にはWindows XP版も発売された。
また2010年9月29日に「セガ・ドリームキャスト復刻プロジェクト」の第1弾タイトルとして、PlayStation 3（PlayStation Store）とXbox 360（Xbox Live Arcade）への移植版（GC版DXをベースにしている）がオンライン配信されている。HD出力に対応しているが、映像はピラーボックスによる4:3での表示となる。
この移植版は、2011年3月4日にSteamでも再発売された。2023年12月16日に行われた「ソニック公式ファンミーティングツアー2023-2024 in大阪」イベントで、『ソニックアドベンチャー2』と共に2024年の早い時期にSteamにて日本でも配信開放されることが発表された。後日改めて日本国内Steam版配信を2024年1月23日に開放決定とアナウンスをして、配信開放された。

## 開発
本作が発売された頃はドリームキャストなどゲームハードのスペックが大幅に向上した時期であり、表現できる幅が大きく広がることを受け、本作を開発するにあたってキャラクターデザインが大幅に変更された。リファインについては奇をてらうのではなく、順当な正統進化を意識し、頭身を上げたりリアルな質感の表現を目指したという。また、キャラクターに台詞がついたことで、多様な感情表現ができるようにもなり、そういった要素を生かすためのデザインとして、現在「モダンソニック」と呼ばれている全く新しいソニック像が誕生することとなった。その結果として、新キャラクターの追加や別タイトルとのコラボレーションもしやすくなり、ストーリー自体も従来の作品とは異なるシリアスでハードなものにすることができるようになった。
ソニックシリーズのプロデューサーである飯塚隆は2016年9月のインタビューにおいて、元々ソニックシリーズはアメリカが一番のマーケットであり、現在はアメリカ市場を意識したシナリオになっているが、本作と続編の『ソニックアドベンチャー2』は完全に日本人の感性で日本人が書いたシナリオになっている、と語っている。
プロデューサーだった中裕司によれば1998年8月の発表会時点で開発が遅れ、ドリームキャスト発売日である1998年11月27日時点ではマスターアップしておらず、「多分開発終了から今までの最短で店頭出荷したタイトルじゃないのかなあ。そのためバグが多くてすみませんでした。でも、みんなかなり頑張ってたよね。」と自身のTwitterで回想している。しかし、発売日5日前の12月18日には『ジャングル少年ジャン番外編ドッキンキばぐばぐアニマル』『ドリームネットPAPA』の連載や『バーニングレンジャー』で縁のある柴田亜美に対して、中裕司と大島直人が好意で渡した事を『ドキばぐ』のエピソードにしている。

## ストーリー
ソニック
海沿いの大都市・ステーションスクエア。いつものように街を疾走していたソニックは、謎の液状生命体に遭遇し、これを撃退する。一夜明け、ビーチで休んでいたソニックは、新型飛行機に乗って浜辺に墜落するテイルスを目撃し、救出に向かう。テイルスに誘われるがまま遺跡と大自然の宝庫・ミスティックルーインにあるテイルスの工房にやってきたソニックは、そこで宿敵のDr.エッグマンと街で撃退したはずの液状生命体・カオスと遭遇し、エッグマンとの戦闘の末カオスエメラルドを奪われ、カオスの進化に利用される。カオスエメラルドを与えるたび強力に進化するというカオスを阻止するため、ソニックはエッグマンに先んじてカオスエメラルドを集めるため奮闘する。
テイルス
カオスエメラルドを動力に使った新型飛行機をテストしていたテイルスだったが、機体は制御不能に陥り、浜辺に墜落してしまう。ソニックに助けられたテイルスは、ソニックをミスティックルーインにある自分の工房に誘うが、そこでエッグマンと彼が率いるカオスと遭遇し、エッグマンとの戦闘の末カオスエメラルドを奪われ、カオスの進化に利用される。テイルスはソニックと共にカオスエメラルドを集めるため奮闘する。途中エッグマンが呼びだした万能空中要塞・エッグキャリアに乗り込むため、テイルスはソニックと共にトルネード号でエッグキャリアを追うが、エッグキャリアの攻撃によってあえなく撃墜されてしまう。地上へ落下する途中でソニックとはぐれたテイルスは、エッグキャリアに対抗できる新型機を完成させることを誓う。
ナックルズ
空に浮かぶ島、エンジェルアイランドで謎に満ちた巨大な宝石・マスターエメラルドを守っていたナックルズだが、ある夜突然マスターエメラルドが粉々に破壊され、その中から謎の液状生命体・カオスと赤い光球が出てくるのを目撃する。マスターエメラルドよりの力を失い落下したエンジェルアイランドを出たナックルズは、マスターエメラルドを元に戻すため、各地に散らばった破片を探す旅へ出発する。
エミー
ステーションスクエアで一人暮らしを営むエミーは、退屈そのものの日常に飽き飽きしており、かつてソニックを追いかけ繰り広げた冒険の数々を思い出していた。そんな折、突如として空に現れたエッグマンの空中要塞エッグキャリアから逃げ出してきた小鳥とぶつかったエミーは、その小鳥を追ってきたエッグマンのロボット「ゼロ」の手から逃れるため、小鳥を連れて新たな冒険の一歩を踏み出す。
ビッグ
ミスティックルーインの森の中で暮らすビッグは、ある夜親友のカエルくんにしっぽが生えているのに気づく。しっぽが生えたカエルくんは以前に拾ったお守り（カオスエメラルド）を飲み込み、ビッグの元を逃げ出して何処かへと去ってしまう。ビッグはカエルくんを連れ戻すために愛用の釣り竿を持って冒険の旅に出発する。
ガンマ
エッグマンによって作られたロボット。先輩ロボットベータとのエッグキャリア乗船を懸けた最終演習に勝利したガンマは、次いで「しっぽの生えたカエル」を捕獲するミッションを見事成功させる。その後もエッグマンの命令に従うガンマだが、その途上で追放されるE-100シリーズの仲間と、自分に負けたために改造を受けるベータの姿を見て動揺する。エッグキャリアでのエミーとの出会いとソニックたちとの戦闘を経て、ついにガンマはエッグマンのもとを離れ、E-100シリーズの仲間を「助ける」べく独自の行動を開始する。
スーパーソニック
6つのシナリオをクリアすると出現する本作の最終シナリオ。数千年前の過去に起きた悲惨な出来事の真実が明かされ、7つ全てのカオスエメラルドの力を吸収して完全な復活を遂げた「パーフェクトカオス」と、カオスとは別の方法でエメラルドの力を最大限に引き出したスーパーソニックが激突する。

## ゲームシステム
6人のプレイヤーキャラクターのうち、誰か一人を選び、ストーリーを進めることになる。ただし、最初はソニックしか選べず、ストーリー中に別のキャラクターに出会うことでそのキャラクターが使用可能になる。また、6人のキャラクター全員をクリアすると、スーパーソニックのシナリオがプレイできるようになる。本ゲームのフィールドは「アドベンチャーフィールド」と「アクションステージ」の2種類に大別される。「アドベンチャーフィールド」での目的は情報収集や謎解きを行って「アクションステージ」への入り口を探すこと、「アクションステージ」での目的はキャラクター毎に設定された条件を満たすことである。プレイヤーは、これら2種類のステージを往復しながらストーリーを進めることとなる。
アクションステージにはレベルA・B・Cといった3段階のミッションが用意され、「制限時間以内にクリアする」「赤い光球に触れずに3つのエメラルドのカケラを集める」などがある。ミッションは常にひとつしか挑戦できず、1度クリアしたミッションは再挑戦できない。

## 登場キャラクター

### プレイヤーキャラクター
以下に、キャラクターの性能や、ゲーム上の目的、物語の背景などを示す。
ソニック・ザ・ヘッジホッグ
声 - 金丸淳一
自由を愛する主人公。音速で走ることができる青いハリネズミ。今まで幾度となく世界を救ってきた、街の誰もが知る人気者。突如街に現れた液状生命体・カオスと、Dr.エッグマンの野望を食い止めるために冒険の旅に出発する。
ゲーム上・ステージ毎の目的は、ステージ最後にあるカプセルのスイッチを押すか、カオスエメラルドを入手すること。ステージによってはテイルスが後をついてくる。非常に足が速く、全キャラクター中一番のハイスピードアクションを楽しむことができる。スピンダッシュ、スピンジャンプ、スピン移動といったおなじみの技はもちろん、今回新しく、ホーミングアタック（空中ダッシュ）を使えるようになった。また、アイテムを手に入れることで、ライトスピードダッシュや、ライトスピンアタックといった派生技を使うこともできる。その代わりにバリアを使ったスペシャルアタックは出来なくなった。また、特殊ステージではスノーボードやシューティングゲームもある。
マイルス "テイルス" パウアー
声 - 林一樹
しっぽが2本生えているキツネの少年。かつては自身のしっぽのせいでいじめられふさぎ込んでいたが、ソニックと出会うことによって自分に自信を取り戻すことができた。それ以降、ソニックのよき相棒、また親友として彼の活躍をサポートしている。エッグマンと肩を並べるほどの発明の天才でもある。
ゲーム上・ステージ毎の目的は、ソニックと競走し、ソニックよりも早くゴールのカプセルのスイッチを押すかカオスエメラルドを入手すること。テイルスは空が飛べるため、空中をショートカットしてソニックを追い抜くのが基本である。特にミッションAではソニックはテイルスよりも足が速いため、ショートカットは必須となる。最終ステージだけは相手がソニックではなくエッグモービルで空を飛ぶエッグマンになる。今作ではスピンジャンプやプロペラ飛行は可能になったが、スピンダッシュはできなくなった（ローリングは可能）。新しい技として、地上で尻尾を回転させて攻撃できるようになった。また、特殊ステージではソニック同様スノーボードやシューティングゲームもある。
ナックルズ・ザ・エキドゥナ
声 - 林延年
空に浮かぶ島・エンジェルアイランドに独りで住んでいるハリモグラの青年。自らも理由を知らぬまま島に眠る巨大な宝石・マスターエメラルドを守っている。性格は良くも悪くも考えるより先に手が動くタイプで、他人の言うことを鵜呑みにしやすく騙されやすい。ソニックとはライバル、もしくは悪友のような関係。本作では彼の先祖である「ナックルズ族」がストーリーに深く関わり、彼が何故最後の一人となったのかが明かされる。
ゲーム上・ステージ毎の目的は、ステージ上に散らばっているエメラルドのカケラを3つ集めることで、エメラルド探知能力を駆使して探すことになる。同じステージでも、エメラルドの位置はランダムで決まる。また、赤い光球に触るとカケラのある方向を教えてくれる。今回の彼は、スピンジャンプ、滑空、壁登りが可能である。また、レベルアップアイテムを入手することで、穴掘りやマキシマムヒートナックルが使えるようになる。テイルス同様、スピンダッシュはできなくなったが、3連パンチが使用可能になった。
エミー・ローズ
声 - 川田妙子
ステーションスクエアで一人暮らしを営むハリネズミの少女。自称「ソニックのガールフレンド」であるが、実際には一方的な片思いであり、当のソニックからはあまり本気で相手にされているとは言い難い関係。本作ではエッグマンの元から逃げてきた小鳥や自分を牢屋から出してくれたガンマに対して言葉をかけたり、破壊されようとしているガンマをソニックの攻撃から身を挺して庇う場面があるなど、優しい性格がクローズアップされている。『ソニック・ザ・ヘッジホッグCD』から登場しているキャラクターだが、本作で大幅にデザイン・設定が変更されている。エミーがプレイヤーキャラとなったのは今回が初である。
ゲーム上・ステージ毎の目的は、エッグマンのロボット「ゼロ」から逃げつつステージを進んでいき、ゴール地点にある風船につかまること。ゼロは攻撃を受けると吹き飛びこそするものの、ダメージを与えられないため逃げるしかない。またゼロに対して執拗に攻撃を仕掛けるとゼロの頭から煙が出た状態となり、この状態のゼロは一時的にスーパーアーマー状態となり吹き飛びすらしなくなる。ゼロに追いつかれてもダメージを受けるだけで即ミスにはならない。ステージ中にはゼロから逃げつつパズル的な仕掛けを解く要素もある。テイルスやナックルズよりも足が遅く、ジャンプもスピンジャンプではなく普通のジャンプだが、一定のスピードに達すると大ジャンプができる。ピコピコハンマーは今作から使える。レベルアップアイテムの装備により、地上でハンマーを回転させて攻撃できる（ただし、回転しすぎると目を回して一定時間、操作できなくなる）。もぐら叩き形式のミニゲームもある。
ガンマ（E-102 "γ"）
声 - 中田譲治
エッグマンによって作られたロボットであり、E-100シリーズの2番機。コードネームは"γ（ガンマ）"。エッグマンの製造したメカがプレイヤーキャラクターとなったのはソニックシリーズにおいて今回が初である。
エッグマンの命令に従うだけのロボットであるはずが、ストーリー中盤から命令と自己の存在の間で感情が揺れ動くようになる。
ゲーム上・ステージ毎の目的は、ゴール地点にいるターゲットを破壊すること（例外有り）で、一部のステージ以外全てのステージの最後にボスが待ち構えているため、全プレイヤーキャラのなかでもっともボス戦が多い。また全キャラクター中唯一制限時間がある。参式レーザー銃を装備しており、敵をロックオンして倒すことができる。ロックオンシューティング感覚のアクションゲームを楽しむことができる。一度に多くの敵をまとめて倒すと、制限時間が増える。レベルアップアイテムを装備することで、拡散弾の発射や、ホバリングが可能になる。
ビッグ・ザ・キャット
声 - 八代駿
身長2mにも及ぶ巨大なネコ。とてものんびり・おっとりした性格。ミスティックルーインの森で大親友のカエルくんと一緒に暮らしている。趣味は釣り。
ゲーム上・ステージ毎の目的は、ステージの水中で泳いでいるカエルくんを釣り上げることである。カエルくん以外にも様々な魚がおり、それらを釣り上げることで魚の重さに応じたスコアを獲得できる。足はかなり遅い。釣りのロッドをふったり、ルアーを飛ばして攻撃できる。ステージを散策し、釣りをしながらカエルくんを探す、といったプレイスタイルになるため、とてものんびりとしたゲームを楽しむことができる。
一度のみカオスと戦うボス戦が存在するが、これもカオスの体内で泳いでいるカエルくんを釣り上げることでクリアとなり、ボスを倒す必要はない。

### 非プレイヤー・その他のキャラクター
Dr.エッグマン
声 - 大塚周夫
これまで幾度となくソニックと戦ってきた自称悪の天才科学者。ミスティックルーインの遺跡から発掘した石板で超古代の破壊神「カオス」の存在を知り、カオスの力を使ってステーションスクエアを破壊し、その跡地に自分の理想の楽園であるエッグマンランドを建設することを目指しているが、本人はカオスに逆に利用されていることに気づいていない。万能空中要塞・エッグキャリアや、様々なモジュールを付け替えできる一人用万能メカ・エッグモービルを駆ってソニックたちの前に立ちふさがる。スーパーソニックシナリオでは言うことを聞かなくなったカオスに宣戦布告する。
カオス
声 - なし
青い液体状の身体をもった謎の生命体で、古代における破壊神。過去に起きた事件がきっかけで赤い光球と共にマスターエメラルドの中に封印されていた。復活後、エッグマンと行動を共にするが、実際には7つのエメラルドを集める為に彼を利用しているだけに過ぎない。古代におけるカオスは同族ともいえるチャオを庇護する心優しい性格であったが、パチャカマを筆頭とするナックルズ族の暴挙によって自らの祭壇を蹂躙された結果怒り狂い、封印されて以降も世界そのものを憎むようになってしまった。
ティカル（ヒントボール）
声 - 麻生かほ里
古代ナックルズ族の少女。族長パチャカマの娘で、心優しい性格。かつて、世界を滅ぼしかけたカオスを自らの肉体と共にマスターエメラルドの中に封印する。既に肉体を失っており、赤い光球となってソニック達の前に現れる。カオスを止めてもらうために、道中のヒントを出したり、時には過去の光景を見せるなどして、ソニックたちを導く。
パチャカマ
声 - 大川透
古代ナックルズ族の族長。他部族を破ってナックルズ族の権威拡大を目論んでおり、娘のティカルとは衝突が絶えない。他部族を圧倒するためにより強い力を求めており、祭壇に祀られているエメラルドに目をつけ、部族を挙げて祭壇を制圧しようとするが、怒り狂ったカオスによって全滅させられてしまう。
ZERO（E-100 "α"）
声 - なし
エッグマンに作られたロボット。E-100シリーズのプロトタイプであり、コードネームは"E-100 α（アルファ）"。後発のE-100シリーズと比較すると頭部が大きく、その中に入っている巨大な電子頭脳で駆動している。足は無く、浮遊して移動している。試作機故にAIの性能が低く、言葉を発することも無ければ単純な行動しかできない。しかしそのかわりに非常に堅い装甲で身を包んでおり、攻撃しても吹き飛ぶだけでダメージを与えられない。エミーが保護している小鳥を捕獲する任務を負っており、小鳥をエミーごと捕縛するため執拗に追いかける。基本的にエッグマンのロボットは動力源として動物を体内に格納しているのだが、彼だけは動物を内部に搭載していないため動力源が不明。エミーのアクションステージでは、壁を壊してでもしつこく追い回す。
途中でエミーごと小鳥を捕まえて任務は完了したはずだが、命令が書き換えられていないのか、その後のステージでも変わらず追いかけてくる。
最終的にエミーのラストボスとして対峙するが、ここでもある手順を踏まないとダメージを与えることができない。
ベータ（E-101 "β"）
声 - なし
エッグマンに作られたE-100シリーズの1番機。ガンマの同型機であり、コードネームは"β（ベータ）"。エッグキャリア乗船権をかけてガンマと戦う。ガンマに敗北するもエッグマンにしつこく詰め寄り、殆どお情けのような形でエッグキャリア乗船を認められるが、エッグキャリア内部で大改造を受け、E-100シリーズ最強のロボット「E-101改」として再登場する。
デルタ（E-103 "δ"）、イプシロン（E-104 "ε"）、ゼータ（E-105 "ζ"）
声 - なし
エッグマンに作られたE-100シリーズロボット。ガンマの同型機。ガンマと共にカエルくんの捕獲の任務を担当したものの、全く違うカエルを捕獲して任務を失敗したため、エッグマンによりお払い箱にされてしまう。その後、各々改造されガンマと対決。コードネームはE-103が"δ（デルタ）"、E-104が"ε（イプシロン）"、E-105が"ζ（ゼータ）"。デルタとイプシロンは右腕だけだったレーザー銃が両腕に増設されているだけだが、ゼータは改造により施設の設備と一体化しており、頭部以外ほとんど原型をとどめていない。
小鳥さん
声 - なし
エミーが成り行き上保護することになった小鳥。ある理由により、エッグマンに狙われている。
カエルくん
声 - なし
ビッグの親友。突然謎の尻尾が生え、ビッグの元から逃げてしまう。
チャオ
声 - 佐々木朋子
謎の生命体。古代から存在するが現在は限られた環境でしか生息していない。チャオが生息している場所をチャオガーデンと呼び、ここに行くとチャオを育成できる。
クリーム・ザ・ラビット
声 - なし
ソニック達の仲間でウサギの女の子。GC版・配信版のみ、アドベンチャーステージを空を飛んで横切るような形で登場（カメオ出演）。
メタルソニック
声 - なし
プロローグでのエミーの回想シーン（『ソニック・ザ・ヘッジホッグCD』での出来事）に登場。ファイナルエッグの入り口にもメタルソニックらしきロボットが眠っている。また、全130個のエンブレムを集め、すべてのミッションをクリアするとトライアルの隠しキャラクターとして使用可能。性能はある程度の高速になるとジェットエンジンで低空飛行を始める以外はソニックと全く同じ。
チャクロン
声 - なし
チャオレースに登場する、黒いチャオ。最初は横に寝そべっており、スタートしても動かないが、しばらくすると物凄いスピードで走り出し、一位をさらっていく。一位になった後は、また横に寝そべる。表彰台の上でも寝そべっている。並みの能力のチャオでは勝ち目がない。
その他（駅やステージ中のアナウンス等）
声 - 大川透、幸田夏穂、氷上恭子
警官
声 - ?
ソニックのプロローグに登場。カオスを逮捕しようとしたが、銃弾がまったく効かず、後退した。

### 敵キャラクター
- "リノタンク" - サイ型ロボット。
- "スイープ" - アメンボ型ロボット。
- "レオン" - カメレオン型ロボット。
- "ボアボア"
- "スピナ"
- "アイスボール"
- "カートキキ"
- "ブヨン"
- "コップスピーダー"
- "ウニダス"
- "スパナ"
- "ゴーラ"
- エッグキーパー - 量産型E-シリーズロボット。分離した頭頂部パーツからトラクタービームを発射して目標を拘束し、突進攻撃をする。
- "キキ" - サル型ロボット。
- "ビート"

## レベルアップアイテム
- ソニック
  - ライトシューズ
  - クリスタルリング
  - 太古の光
- テイルス
  - ジェットアンクレット
  - リズムブローチ
- ナックルズ
  - シャベルクロー
  - ファイティンググローブ
- エミー
  - 戦士のハネ
  - ロングハンマー
- ガンマ
  - 高出力ブースター
  - 参式レーザーガン
- ビッグ 
  - ライフベルト
  - パワーロッド
  - レベルアップルアー1
  - レベルアップルアー2
  - レベルアップルアー3
  - レベルアップルアー4

## チャオガーデン
チャオが生息している場所。3つのチャオガーデンが存在し、3つアドベンチャーフィールドのどこかにひとつずつある。アクションステージで敵を倒すと、小動物が出現し、入手することができる。チャオガーデンに入ると、入手した小動物がいっせいに開放される。小動物の能力をチャオにキャップチャーさせることで、チャオの育成が可能である。チャオは、ビジュアルメモリ（GC版ではゲームボーイアドバンス及び同ハードのゲームソフト『ソニックアドバンス』『ソニックアドバンス2』）に転送することで、ミニゲームが遊べ、これでも育てられる（配信版ではこれらの要素がなくなっている）。育成したチャオは、チャオレースに参加させられる。チャオレースで優勝すると、エンブレムが手に入る。チャオガーデンにいる間は時間が経過し、チャオガーデンから出ると時間は流れない。またGC版・PC版・配信版ではチャオの名前もつけることが可能。

## バグ
本作品は以下のバグが存在した。
- 物を持って置いた時、1歩後ろに下がるが、ステーションスクエアのアドベンチャーフィールドで、壁に寄りかかって物を置いて、1歩後ろに下がると壁をすり抜け、下に落下してミスになる。
- ステーションスクエアにあるトゥインクルパークの入り口のガラス通路はキャラクターによってはすり抜けてしまうことがある。
- エッグキャリアで、海に落ちると場合によってはミスにならず、永遠に落下し続けることがある。この場合はスタートボタンを押してポーズをかけ、「やめる」を選択して、一旦ゲームを中断するか、A+B+X+Y+スタートボタンを同時に押し、ソフトリセットするしかない。
- ナックルズをプレイヤーキャラクターとし、「スカイデッキ」のステージで戦艦の壁にせり出した上部と、その壁の溝にグライダーすると、壁をすり抜けられ、外部に移動できる。その時小部屋の外壁もすり抜けられ、小部屋の内部に入ることが出来る。ただし、出ることができなくなる。

## プチゲームコレクション
『ソニックアドベンチャーDX』（GC、Windows）に収録されたプチゲームコレクションでは、ゲームギアで発売されたソニック関連のゲーム全12本（日本未発売のものも含む）をプレイできる。
- ソニック・ザ・ヘッジホッグ
- ソニック ドリフト
- ソニック&テイルス
- ソニック・スピンボール（日本未発売）
- ソニックラビリンス
- ソニック・ザ・ヘッジホッグ2
- ドクターエッグマンのミーンビーンマシーン（日本未発売）
- ソニック&テイルス2
- ソニック ドリフト2
- テイルスのスカイパトロール
- Gソニック
- テイルスアドベンチャー

## 音楽
瀬上純をメインに、床井健一、大谷智哉、熊谷文恵などが作曲に携わっている。人気クイズ番組アタック25にて、Fish Hits!（釣りヒット時BGM）、Twinkle Circuit（トゥインクルサーキットBGM）、Goin' Down（スピードハイウェイACT2BGM）がクイズ中のBGMとして採用されていた時期がある。
このゲームのテーマ曲『Open Your Heart』は『セガ スーパースターズ』や『大乱闘スマッシュブラザーズX』などでも使用されている。

## ステージ＆アドベンチャーフィールド
ステーションスクエア
- エメラルドコースト（ソニック、ビッグ、ガンマ）

美しい海岸と、そこにかかる桟橋を駆け抜けるコース。
- カジノポリス（ソニック、テイルス、ナックルズ）
- トゥインクルパーク（ソニック、エミー、ビッグ）
- スピードハイウェイ（ソニック、テイルス、ナックルズ）
- トゥインクルサーキット（全キャラ対象）

ミスティックルーイン
- ウィンディーバレー（ソニック、テイルス、ガンマ）
- アイスキャップ（ソニック、テイルス、ビッグ）
- レッドマウンテン（ソニック、ナックルズ、ガンマ）
- ロストワールド（ソニック、ナックルズ）
- サンドヒル（テイルス）

砂漠の中をサンドボードで進んでいくコース。古代遺跡を彷彿とさせる障害物が至る所に立ちはだかる。
- ファイナルエッグ（ソニック、エミー、ガンマ）

エッグキャリア
- スカイデッキ（ソニック、テイルス、ナックルズ）
- ホットシェルター（エミー、ビッグ、ガンマ）

## シリーズ一覧
- ソニックアドベンチャー（ドリームキャスト、PlayStation 3、Xbox 360）
  - ソニックアドベンチャー インターナショナル（ドリームキャスト）
  - ソニックアドベンチャーDX（ニンテンドー ゲームキューブ、Windows、Steam）
- ソニックアドベンチャー2（ドリームキャスト、PlayStation 3、Xbox 360、Steam）
  - ソニックアドベンチャー2 バトル（ニンテンドーゲームキューブ）
- ソニック ヒーローズ（PlayStation 2、ニンテンドーゲームキューブ、Xbox、Windows）
- シャドウ・ザ・ヘッジホッグ（PlayStation 2、ニンテンドーゲームキューブ、Xbox）
- ソニック・ザ・ヘッジホッグ（PlayStation 3、Xbox 360）
- ソニック ワールドアドベンチャー（PlayStation 3、Xbox 360、Wii）
- ソニック ジェネレーションズ（PlayStation 3、Xbox 360、ニンテンドー3DS）
  - ソニック × シャドウ ジェネレーションズ（PlayStation 4、PlayStation 5、Nintendo Switch、Xbox One、Xbox Series X/S、Steam、Epic Games Store）
- ソニックフロンティア（PlayStation 4、PlayStation 5、Nintendo Switch、Xbox One、Xbox Series X/S、Steam、Epic Games Store）